# Jonathan Pitroipa
Beninwende Yann Jonathan Pitroipa (* 12. April 1986 in Ouagadougou) ist ein ehemaliger burkinischer Fußballspieler, der zuletzt beim französischen Zweitligisten Paris FC unter Vertrag stand.

## Karriere

### Vereine
Pitroipa begann in der Fußballakademie „Planète Champion International“ in Ouagadougou mit dem Fußballspielen, in der auch sein ehemaliger Freiburger Mannschaftskamerad Wilfried Sanou ausgebildet wurde. Zu Beginn seiner Karriere spielte Pitroipa im Team der Akademie in der zweiten burkinischen Liga.
Nach einem Probetraining erhielt er im Juli 2004 einen zunächst bis Juni 2006 datierten Profivertrag beim deutschen Bundesligisten SC Freiburg. In seiner ersten Bundesligasaison kam er nach einer schweren Krankheit nicht richtig zum Zuge und wurde nur viermal eingewechselt. Erst nach dem Abstieg des SC Freiburg in die 2. Bundesliga stieg er in der Rückrunde der Saison 2005/06 in die Stammelf auf.
Im Januar 2008 unterschrieb Pitroipa einen bis zum 30. Juni 2012 gültigen Vertrag beim Hamburger SV und wechselte zur Saison 2008/09 ablösefrei zu diesem. Am 4. April 2009 erzielte er mit dem 1:0-Siegtreffer gegen die TSG 1899 Hoffenheim sein erstes Bundesligator. In der Saison 2009/10 erzielte er drei Tore in 20 Spielen, darunter am 8. August 2009 auch gegen seinen ehemaligen Verein SC Freiburg.
In der Sommerpause 2011 wechselte Pitroipa zum französischen Erstligisten Stade Rennais, bei dem er bis Juni 2014 unter Vertrag stand. Ab 2014 spielte er in der Ersten Liga der Vereinigten Arabischen Emirate, in der Saison 2014/15 für den al-Jazira Club in Abu Dhabi und von 2015 bis 2017 für den al-Nasr Sports Club in Dubai.
Seit Januar 2018 spielt er für den belgischen Erstligisten Royal Antwerpen in der Pro League.
Zur Saison 2019 wechselte Jonathan Pitroipa ablösefrei zum französischen Club Paris FC, für den er bis Januar 2021 spielte.

### Nationalmannschaft
Am 7. Oktober 2006 absolvierte er im Rahmen der Qualifikation für die Afrikameisterschaft 2008 gegen die Auswahl Senegals sein erstes Länderspiel für die A-Nationalmannschaft. Mit dieser wurde er bei der Afrikameisterschaft 2013 Zweiter, nachdem Burkina Faso im Endspiel der Auswahl Nigerias mit 0:1 unterlegen war. Pitroipa wurde als „Spieler des Turniers“ ausgezeichnet.

## Erfolge
- Zweiter der Afrikameisterschaft 2013